# László Hadrovics
László Hadrovics (Lendava, 27. lipnja 1910. – Budimpešta, 13. svibnja 1997.) bio je poznati mađarski hungarolog, filolog, slavist, kroatist i povjesničar.

## Životopis
Rodio se u obitelji kojoj je podrijetlo bilo iz Čakovca. Materinji jezik mu je bio mađarski, ali je živio u višenacionalnoj sredini, pa je tako naučio i hrvatski (međimursku kajkavštinu) i slovenski. U usavršavanju njegovog znanja hrvatskog jezika je veliku ulogu odigrala Hadrovicseva rodbina koja je živjela blizu Bjelovara.
Srednju školu je pohađao u Kisegu i Kestelju, a u Budimpešti je studirao mađarski i latinski. Na studiju je došao u dodir sa slavističkim temama, što je rezultiralo i njegovim oduševljenjem za nju koje je išlo dotle da je doktorirao na slavenskoj filologiji.
Radio je u sveučilišnoj knjižnici, Institutu za povijest te na Filozofskom fakultetu u Budimpešti.

## Znanstveni rad
Bavio se mađarsko-hrvatskim kulturnim vezama, posuđenicama iz slavenskih jezika u mađarskom i iz mađarskog u slavenskim jezicima, sintaksom u mađarskom jeziku, poviješću Srba, slavenskim narječjima u Mađarskoj (posebno kajkavskim i čakavskim), a među ostalim je proučavao stariju hrvatsku književnost, a ponajviše kajkavsku,. Objavio je i nekoliko studija iz područja pravopisa i jezika. Pisao je rječnike.
Njegovo najveće djelo se bavi gradišćanskim Hrvatima: Schriftum und Sprache der burgenländischen Kroaten im 18. und 19. Jahrhundert.
Bio je stalnim suradnikom međunarodnog filološkog časopisa Archivum Europea Centroorientalis, HAZU-ove Filologije, a uređivao je časopis Studia Slavica.
Bio je članom Mađarske akademije znanosti i Hrvatske akademije znanosti i umjetnosti.

## Djela
(izbor)
- Magyarorszag es a szerb muvelodes, 1942.
- Magyar és déli szláv szellemi kapcsolatok, 1944.
- Le peuple serbe et son église sous la domination turque, 1947.
- Kajkavische Literatur: eine Auswahl mit Einleitung, Anmerkungen und kurzem Glossar, 1964.
- A funkcionalis magyar mondattan alapjai, 1969.
- Schriftum und Sprache der burgenländischen Kroaten im 18. und 19. Jahrhundert, 1974.
- Szerbhorvat-magyar szotar (nekoliko izdanja)
- A cirill betűs szláv nyelvek neveinek magyar helyesírása. Az újgörög nevek magyar helyesírása, 1985.
- Ungarische Elemente im Serbokroatischen, 1985.
- Mađarski elementi u srpskohrvatskom jeziku, 1986.
- Orosz-magyar szótár, 1986.
- A gradistyei horvát irodalmi nyelv története
- Magyar frazeológia, 1995.
- Horvát-magyar szótár, 1996. (s Istvánom Nyomárkayem)
- Szerb-magyar szótár', 1997.
- Srpski narod i njegova Crkva pod turskom vlašću, 2000 [fr. 1947].
- Horvát-magyar kisszótár - Hrvatsko-mađarski rječnik, 2. izd., 2002. (suautor: István Nyomárkay)
- Horvát-magyar, magyar-horvát kisszótár, 2003. (suautor: István Nyomárkay)

## Nagrade
- Magyar Népköztársaság Állami Díja 1985.

## Vanjske poveznice
- (mađ.) C3 Foundation - Center for Culture and Communication Hadrovics László (1910–1997) és az Eötvös Collegium
- Filologija 46-47/2006. István Nyomárkay: Mađarska građa u kajkavskim rječnicima u Habdelićevu Dictionaru i Jambrešićevu Lexicon latinumu
- Filozofski fakultet u Zagrebu Studij hungarologije
- Akadémiai Kiadó - Studia Slavica[neaktivna poveznica]
- (engl.) C3 Foundation - Center for Culture and Communication Magyar Nyelvőr – Abstracts in English